# Lekprogram
Lekprogram eller gameshow är ett tv-program där deltagarna tävlar mot varandra under lättsamma former, oftast i en tv-studio. Ett exempel på lekprogram är frågesport som exempelvis Vem vet mest? och Vem vill bli miljonär?. En annan form av lekprogram går ut på att de deltagande ska utföra en rad uppgifter som gradvis ökar i svårighet och ofta på tid – som exempelvis Hål i väggen och Beat the Clock.
I lekprogram är det vanligt att deltagarna tävlar om att få vinna priser av olika slag. Det kan gälla pengar, resor eller någon form av upplevelse.